# Liste des batailles de la guerre de la Troisième Coalition
Cet article recense les sièges, les batailles terrestres et navales de la guerre de la Troisième Coalition (11 avril 1805 – 18 juillet 1806). Il comprend :
- la guerre des Caraïbes en 1804
- la campagne de Trafalgar en 1805 (en)
- la campagne d'Allemagne de 1805, avec la campagne d'Ulm
- la campagne d'Autriche de 1805
- la campagne d'Italie de 1805
- la  prise de la colonie du Cap
- l'invasion de Naples

| Date                                   | Bataille                                 | Front                               | Forces françaises et alliées                                                               | Forces de la coalition                                                    | Victoire où défaite française              |
| -------------------------------------- | ---------------------------------------- | ----------------------------------- | ------------------------------------------------------------------------------------------ | ------------------------------------------------------------------------- | ------------------------------------------ |
| 5 mars 1804                            | Bataille du Suriname (en)                | Guerre des Caraïbes                 | République batave                                                                          | Royaume-Uni de Grande-Bretagne et d'Irlande                               | Défaite                                    |
| du 31 mai 1805 au 2 juin 1805          | Bataille du rocher du Diamant            | Campagne de Trafalgar (en)          | Empire français Royaume d'Espagne                                                          | Royaume-Uni de Grande-Bretagne et d'Irlande                               | Victoire                                   |
| 15 juillet 1805                        | Bataille navale des îles Chausey         | Campagne de Trafalgar (en)          | Empire français                                                                            | Royaume-Uni de Grande-Bretagne et d'Irlande                               | Victoire                                   |
| 18 juillet 1805                        | Bataille de Blanc-Nez et Gris-Nez (en)   | Campagne de Trafalgar (en)          | Empire français République batave                                                          | Royaume-Uni de Grande-Bretagne et d'Irlande                               | Victoire                                   |
| 22 juillet 1805                        | Bataille du cap Finisterre               | Campagne de Trafalgar (en)          | Empire français Royaume d'Espagne                                                          | Royaume-Uni de Grande-Bretagne et d'Irlande                               | Défaite                                    |
| 10 août 1805                           | Bataille navale du 10 août 1805 (en)     | Campagne de Trafalgar (en)          | Empire français                                                                            | Royaume-Uni de Grande-Bretagne et d'Irlande                               | Défaite                                    |
| 7 octobre 1805                         | Bataille de Donauwörth                   | Campagne d'Allemagne Campagne d'Ulm | Empire français                                                                            | Empire d'Autriche                                                         | Victoire                                   |
| 8 octobre 1805                         | Bataille de Wertingen                    | Campagne d'Allemagne Campagne d'Ulm | Empire français                                                                            | Empire d'Autriche                                                         | Victoire                                   |
| 9 octobre 1805                         | Battle of Günzburg                       | Campagne d'Allemagne Campagne d'Ulm | Empire français                                                                            | Empire d'Autriche                                                         | Victoire                                   |
| 11 octobre 1805                        | Bataille de Haslach-Jungingen            | Campagne d'Allemagne Campagne d'Ulm | Empire français                                                                            | Empire d'Autriche                                                         | Victoire                                   |
| 14 octobre 1805                        | Combat de Memmingen                      | Campagne d'Allemagne Campagne d'Ulm | Empire français                                                                            | Empire d'Autriche                                                         | Victoire                                   |
| 14 octobre 1805                        | Bataille d'Elchingen                     | Campagne d'Allemagne Campagne d'Ulm | Empire français                                                                            | Empire d'Autriche                                                         | Victoire                                   |
| du 14 octobre 1805 au 15 octobre 1805  | Poursuite des autrichiens par Murat (ru) | Campagne d'Allemagne Campagne d'Ulm | Empire français                                                                            | Empire d'Autriche                                                         | Victoire                                   |
| 15 octobre 1805                        | Bataille de Michelsberg                  | Campagne d'Allemagne Campagne d'Ulm | Empire français                                                                            | Empire d'Autriche Empire russe                                            | Victoire                                   |
| du 16 octobre 1805 au 19 octobre 1805  | Bataille d'Ulm                           | Campagne d'Allemagne Campagne d'Ulm | Empire français                                                                            | Empire d'Autriche                                                         | Victoire                                   |
| 16 octobre 1805                        | Bataille de Nerenstetten                 | Campagne d'Allemagne                | Empire français                                                                            | Empire d'Autriche Empire russe                                            | Victoire                                   |
| du 16 octobre 1805 au 19 octobre 1805  | Bataille d'Ulm                           | Campagne d'Allemagne Campagne d'Ulm | Empire français                                                                            | Empire d'Autriche                                                         | Victoire                                   |
| 17 octobre 1805                        | Combat de Neresheim                      | Campagne d'Allemagne                | Empire français                                                                            | Empire d'Autriche                                                         | Victoire                                   |
| 18 octobre 1805                        | Bataille de Vérone                       | Campagne d'Italie                   | Empire français                                                                            | Empire d'Autriche                                                         | Victoire                                   |
| 21 octobre 1805                        | Bataille de Trafalgar                    | Campagne de Trafalgar (en)          | Empire français Royaume d'Espagne                                                          | Royaume-Uni de Grande-Bretagne et d'Irlande                               | Défaite                                    |
| 30 octobre 1805                        | Bataille de Caldiero                     | Campagne d'Italie                   | Empire français                                                                            | Empire d'Autriche                                                         | Victoire                                   |
| 30 octobre 1805                        | Bataille de Ried                         | Campagne d'Autriche                 | Empire français                                                                            | Empire d'Autriche Empire russe                                            | Victoire                                   |
| 31 octobre 1805                        | Bataille de Lambach                      | Campagne d'Autriche                 | Empire français                                                                            | Empire d'Autriche Empire russe                                            | Victoire                                   |
| 1er novembre 1805                      | Combat de Neresheim                      | Campagne d'Allemagne                | Empire français                                                                            | Empire d'Autriche                                                         | Victoire                                   |
| 4 novembre 1805                        | Bataille de Steyr                        | Campagne d'Allemagne                | Empire français                                                                            | Empire d'Autriche Empire russe                                            | Victoire                                   |
| 4 novembre 1805                        | Bataille du cap Ortegal                  | Campagne de Trafalgar (en)          | Empire français Royaume d'Espagne                                                          | Royaume-Uni de Grande-Bretagne et d'Irlande                               | Défaite                                    |
| 5 novembre 1805                        | Bataille d'Amstetten                     | Campagne d'Autriche                 | Empire français                                                                            | Empire d'Autriche Empire russe                                            | Victoire                                   |
| 5 novembre 1805                        | Bataille de Mariazell                    | Campagne d'Autriche                 | Empire français                                                                            | Empire d'Autriche Empire russe                                            | Victoire                                   |
| 11 novembre 1805                       | Bataille de Dürenstein                   | Campagne d'Autriche                 | Empire français                                                                            | Empire d'Autriche Empire russe                                            | Indécise                                   |
| 13 novembre 1805                       | Capitulation de Dornbirn (en)            | Campagne d'Autriche                 | Empire français                                                                            | Empire d'Autriche                                                         | Victoire                                   |
| 16 novembre 1805                       | Bataille d'Hollabrunn                    | Campagne d'Autriche                 | Empire français                                                                            | Empire russe                                                              | Victoire                                   |
| du 19 novembre 1805 au 15 février 1806 | Expédition de Hanovre (en)               | Campagne d'Allemagne                | Empire français Royaume de Prusse                                                          | Royaume-Uni de Grande-Bretagne et d'Irlande Empire russe Royaume de Suède | Victoire Les Britanniques évacuent Hanovre |
| 24 novembre 1805                       | Bataille de Castelfranco Veneto          | Campagne d'Italie                   | Empire français                                                                            | Empire d'Autriche                                                         | Victoire                                   |
| 25 novembre 1805                       | Bataille de Wischau                      | Campagne d'Allemagne                | Empire français                                                                            | Empire russe                                                              | Défaite                                    |
| 28 novembre 1805                       | Bataille de Wischau                      | Campagne d'Allemagne                | Empire français                                                                            | Empire d'Autriche Empire russe                                            | Défaite                                    |
| 2 décembre 1805                        | Bataille d'Austerlitz                    | Campagne d'Allemagne                | Empire français                                                                            | Empire russe Empire d'Autriche                                            | Victoire                                   |
| 8 janvier 1806                         | Bataille de Blaauwberg                   | Prise de la colonie du Cap          | République batave                                                                          | Royaume-Uni de Grande-Bretagne et d'Irlande                               | Victoire                                   |
| du 26 février 1806 au 18 juillet 1806  | Siège de Gaète                           | Invasion de Naples                  | Empire français Royaume d'Italie Légions polonaises Confédération suisse                   | Royaume de Naples                                                         | Victoire                                   |
| 9 mars 1806                            | Bataille de Campo Tenese                 | Invasion de Naples                  | Empire français Royaume d'Italie Légions polonaises Confédération suisse Royaume d'Étrurie | Royaume de Naples                                                         | Victoire                                   |
| 28 mai 1806                            | Bataille de Mileto                       | Invasion de Naples                  | Empire français Royaume d'Italie Légions polonaises Confédération suisse Royaume d'Étrurie | Royaume de Naples                                                         | Victoire                                   |
| 4 juillet 1806                         | Bataille de Maida                        | Invasion de Naples                  | Empire français Royaume d'Italie Légions polonaises Confédération suisse Royaume d'Étrurie | Royaume-Uni de Grande-Bretagne et d'Irlande Royaume de Sicile             | Défaite                                    |